# Agron Shehaj
Agron Shehaj (Valona, 8 dicembre 1977) è un imprenditore e politico albanese, deputato dell’Assemblea dell'Albania dal 2017.

## Biografia
Agron Shehaj è nato nella città costiera di Valona, nell’Albania meridionale. Nel 1991 emigrò in Italia con la sua famiglia. Completò gli studi liceali a Bolzano e in seguito si iscrisse alla facoltà di economia a Firenze. Nel 2005 decise di tornare in Albania, dove scalò rapidamente i vertici del settore del telemarketing. Gestisce il gruppo di società “Sestante Holding”, che opera ampiamente in tutta Europa e Nord America, ed è uno dei maggiori datori di lavoro nel mercato albanese.
Shehaj, insieme allo storico Uran Butka, è stato uno dei fondatori del “Lumo Skëndo Institute of Historical Studies”. Il suo archivio digitale Kujto.al è un’iniziativa della “Fondazione per la memoria delle vittime del comunismo in Albania”. A Tirana, è lo sponsor principale della squadra di calcio giovanile Spartak.

## Attività politica
Agron Shehaj ha iniziato a impegnarsi in politica nel 2017, diventando leader della lista del Partito Democratico a Valona. Il suo attivismo politico si è distinto principalmente nella denuncia di appalti corrotti, nella protezione dello storico edificio del Teatro Nazionale e nel sostegno alle persone bisognose. È sposato e ha tre figli. Agron Shehaj ha dichiarato di non far più parte del Partito Democratico d’Albania, sostenendo che il partito non sarà in grado di vincere le prossime elezioni a causa della scissione. Successivamente ha dichiarato che sarebbe rimasto deputato indipendente in parlamento e non si sarebbe unito ad alcun gruppo.
Il 1º giugno 2024 ha fondato il partito dell’Opportunità.